# Registro de vida de DARPA
LifeLog era un proyecto de la Oficina de Técnicas de Procesamiento de la Información de la Agencia de Proyectos de Investigación Avanzada de Defensa (DARPA) del Departamento de Defensa de los Estados Unidos (DOD). De acuerdo con el folleto de solicitud de propuestas en 2003, se trataba de "un (sub)sistema basado en ontología que captura, almacena y hace accesible el flujo de la experiencia de una persona en el mundo y sus interacciones con él para apoyar a un amplio espectro de asociados/asistentes y otras capacidades del sistema". El objetivo del concepto LifeLog era "poder rastrear los 'hilos' de la vida de un individuo en términos de eventos, estados y relaciones", y tenía la capacidad de "absorber toda la experiencia de un sujeto, desde los números de teléfono marcados y los mensajes de correo electrónico vistos hasta cada respiración tomada, paso dado y lugar visitado".

## Metas y capacidades
LifeLog tenía como objetivo compilar una gigantesca base de datos electrónica de todas las actividades y relaciones en las que participa una persona. Esto incluiría:
- Compras con tarjeta de crédito
- Sitios web visitados
- Contenido de llamadas telefónicas y correos electrónicos enviados y recibidos
- Escaneos de faxes y correo postal enviado y recibido
- Mensajes instantáneos enviados y recibidos
- Libros y revistas leídas
- Selecciones de televisión y radio
- Ubicación física registrada a través de sensores GPS portátiles
- Datos biomédicos capturados a través de sensores portátiles

El objetivo principal de este registro de datos era identificar "preferencias, planes, objetivos y otros marcadores de intencionalidad".
Otro de los objetivos de DARPA para LifeLog tenía una función predictiva. Buscaba "encontrar patrones significativos en la cronología, para inferir las rutinas, hábitos y relaciones del usuario con otras personas, organizaciones, lugares y objetos, y aprovechar estos patrones para facilitarle las tareas." 
En términos generales, el término "lifelog" o "flog" se utiliza para describir un sistema de almacenamiento que puede grabar y archivar automáticamente y de forma persistente alguna dimensión informativa de la experiencia vital de un objeto (lifelog de objeto) o de un usuario (lifelog de usuario) en una categoría de datos específica.
Los informes de noticias en los medios describieron a LifeLog como el "diario para acabar con todos los diarios - un registro digital multimedia de todos los lugares a los que vas y todo lo que ves, escuchas, lees, dices y tocas"..
De acuerdo con funcionarios del gobierno de los Estados Unidos, LifeLog no está relacionado con el programa Total Information Awareness (Conocimiento Total de la Información) de DARPA.
El programa LifeLog fue cancelado en enero de 2004 tras las críticas recibidas en torno a las implicaciones que tenía para la privacidad del sistema.